# Cornelia et Sergia

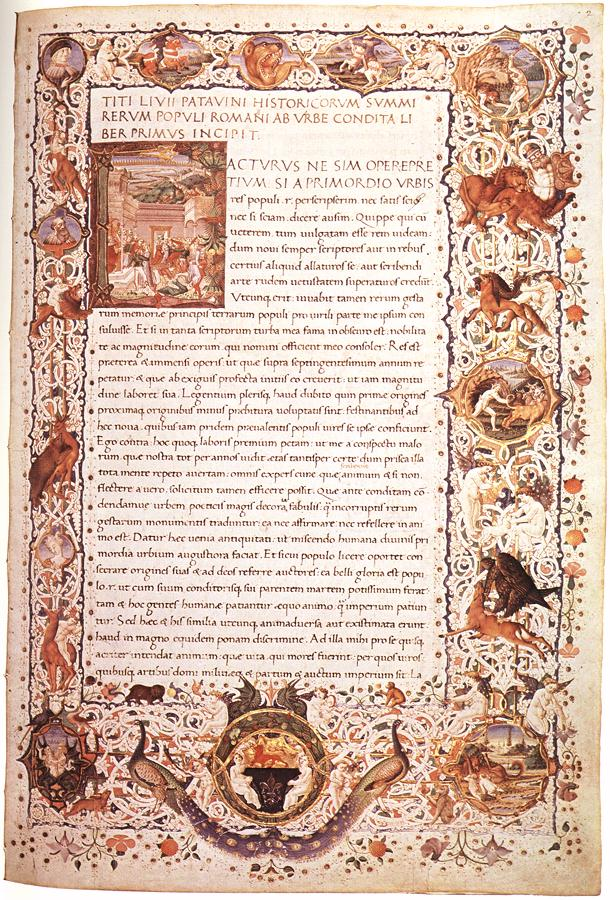
Manuscrit florentin enluminé de l'Histoire romaine de Tite-Live, 15th-century painters - Livius Codex

Cornelia et Sergia sont des matrones patriciennes accusées en 331 av. J.-C. avec environ 190 autres matrones de préparer des poisons dont leurs maris auraient été victimes.

## Étymologie
Cornelia vient du latin  Cornix, icis (nom féminin imparisyllabique de la 3e déclinaison). 
Cela signifie Corneille. 
Mais le nom Cornélia désigne surtout le nom d'une des gens Romaine patricienne, celle des Cornelii, la plus distinguée dans l'antiquité, qui produisit beaucoup de personnages illustres.
Sergia est également une célèbre gens patricienne, celle des Sergii, dont Lucius Sergius Catilina faisait notamment partie.

## Le récit deTite-Live
Une épidémie fait de nombreuses victimes, comme souvent à Rome, mais cette fois-ci, une esclave accuse les épouses d'être responsables de nombreux décès.

« Suivit une année funeste par l’insalubrité de l’air ou par la perversité humaine, sous les consuls M. Claudius Marcellus et C. Valerius. [...] Comme les principaux citoyens de Rome périssaient de maladies semblables, et presque tous, de la même manière, une esclave se présenta devant Q. Fabius Maximus, édile curule, et promit de révéler la cause de cette mortalité publique, s’il lui donnait l’assurance qu’elle n’aurait point regret de sa révélation.
Fabius aussitôt rapporta le fait aux consuls, les consuls au sénat, et l’ordre entier consentit à donner toute assurance à l’esclave. Alors elle déclara que c’était la perversité des femmes qui désolait la ville ; que des matrones préparaient des poisons, et que si on la voulait suivre sur l’heure, on pourrait en saisir la preuve. On suivit l’esclave, on surprit quelques femmes occupées à cuire des drogues, on trouva des poisons cachés qu’on apporta au Forum : vingt matrones environ, chez qui on les avait saisis, furent amenées par un appariteur. Deux d’entre elles, Cornelia et Sergia, l’une et l’autre de famille patricienne, soutinrent que c’étaient là des breuvages salutaires ; l’esclave nia et leur ordonna d’en boire, afin de les convaincre d’imposture. Elles demandèrent le temps de se consulter. Le peuple s’étant écarté, à la vue de tous elles se concertèrent avec les autres, qui, elles aussi, acceptèrent l’épreuve : chacune but de ce breuvage, et toutes périrent par leur propre crime.
Arrêtées aussitôt, leurs complices dénoncèrent un grand nombre de matrones : cent soixante-dix environ furent condamnées. Nul empoisonnement avant ce jour n’avait encore été jugé dans Rome. On tint le fait pour un prodige : on vit là des esprits égarés plutôt que criminels ; et comme les antiques traditions des annales rapportaient qu’autrefois, lors des sécessions de la plèbe, le dictateur avait planté un clou, et que cette solennité expiatoire avait ramené à la raison les esprits des hommes aliénés par la discorde, on s’empressa de créer un dictateur pour planter le clou. On créa Cn. Quinctilius, qui nomma L. Valerius maître de la cavalerie. Le clou planté, ils abdiquèrent leurs fonctions. »

D'autres condamnations pour empoisonnements massifs auront lieu à Rome, comme au début du IIe siècle av. J.-C. où cette fois-là encore, une femme de bonne famille sera impliquée, Quarta Hostilia, la propre femme du consul Caius Calpurnius Pison.

## Analyse deFlorence Dupont
Pour Florence Dupont, les accusations d'empoisonnement récurrentes qui se succèdent dans l'histoire de Rome portées à l'encontre de matrones patriciennes ou plébéiennes, et qui concernent environ 190 épouses en 331 av. J.-C. et environ 2000 épouses en 180 av. J.-C., sont révélatrices surtout de la volonté d'agir ou de prendre du pouvoir chez des femmes ou des affranchis qui n'étaient pas en situation de pouvoir dans cette société patriarcale. Les maris auraient donc surtout été victimes de surdosages ou d'effets indésirables d'une cuisine féminine assez répandue. «Qu'étaient ces potions préparées par les matrones? Des philtres d'amour? Des remèdes contre la stérilité? [...] Il est peu probable qu'elles aient toutes voulu les tuer. L'emploi du philtre ou de la magie est fréquent à Rome chez ceux qui ne sont pas en situation de pouvoir. [...] Or, ces philtres préparés par des sorcières en relation avec le monde des morts semblent avoir été extrêmement dangereux, causant mort ou folie.»

## Postérité littéraire
L'accumulation des accusations d'empoisonnement portées contre des matrones romaines a peut-être contribué à l'évolution négative de la figure de la sorcière antique. En Grèce, les femmes qui pratiquent la magie ou la sorcellerie sont belles, désirables, parfois blondes : Circé, Médée, la blonde Agamédé, la blonde Périmède, Polydamna, la femme de Thon ou Thonis, Simaitha, et Hélène, la plus belle de toutes. En revanche, à Rome, elles sont bien plus souvent vieilles, laides et hystériques: Panthia, Méroé, Erichtho, Canidia, les Saganas, Prosélénos....
Cornelia et Sergia apparaissent comme personnages dans le roman de Nicolas Bouchard, Tarpeïa, les venins de Rome.